# Akihito Kusunose
Akihito Kusunose (japanisch 楠瀬 章仁 Kusunose Akihito; * 4. Dezember 1986 in der Präfektur Kochi) ist ein japanischer Fußballspieler.

## Karriere
Kusunose erlernte das Fußballspielen in der Universitätsmannschaft der Ryūtsū-Keizai-Universität. Seinen ersten Vertrag unterschrieb er 2009 bei Vissel Kobe. Der Verein spielte in der höchsten Liga des Landes, der J1 League. Für den Verein absolvierte er neun Erstligaspiele. 2012 wechselte er zum Zweitligisten Matsumoto Yamaga FC. Für den Verein absolvierte er 57 Ligaspiele. Ende 2013 beendete er seine Karriere als Fußballspieler.